# Artaxerxes II de Pérsis
Artaxerxes I (em parta: Ardakhshir I; em árabe: rtḥštry) foi xá de Pérsis no século I a.C.. Uma inscrição escrita em persa médio em uma taça de prata leva seu nome. Foi antecedido por Dario II e sucedido por Oxatres I.